# Der Schelm
Der Schelm ist ein 2014 gegründeter Verlag, der nationalsozialistische und antisemitische Literatur anbietet. Der offizielle Sitz wurde 2019 von Leipzig-Gohlis angeblich nach Tschechien verlegt, dann von Tschechien nach Thailand. Der Verlag vertreibt unter anderem antisemitische Kinderbücher, eine unkommentierte Ausgabe von Adolf Hitlers Mein Kampf und Schriften, in denen NS-Verbrechen geleugnet werden. Aufgrund von Ermittlungen der Bundesanwaltschaft und mehreren Beschlagnahmungen und Festnahmen war der Verlag von März bis Oktober 2022 nur beschränkt aktiv. Spätestens seit Ende 2023 können laut einem Medienbericht wieder Bücher beim Versand bestellt werden.

## Aktivitäten
Laut einigen Angaben wurde der Verlag 2014 von Adrian Preißinger gegründet, laut Bundesregierung spätestens 2016. In den Allgemeinen Geschäftsbedingungen (AGB) ist Adrian Preißinger auch als Betreiber des Versands genannt. Der offizielle Sitz des Verlags wurde mehrmals verlegt; 2019 von Leipzig-Gohlis nach Tschechien und von Tschechien zuletzt nach Thailand. Nach Recherchen des NDR-Formats STRG_F handelte es sich bei der Adresse in Tschechien allerdings um eine Scheinadresse.
Im Verlagssortiment werden unter der Rubrik „St. Holoklaus“ Bücher angeboten, in denen der Holocaust geleugnet wird. 2016 wurde erstmals bundesweit über den Verlag berichtet. Damals kündigte dieser an, eine unkommentierte Ausgabe von Adolf Hitlers Mein Kampf veröffentlichen zu wollen. Die Staatsanwaltschaft Bamberg ermittelte daraufhin wegen des Verdachts der Volksverhetzung und der Verwendung von Kennzeichen verfassungswidriger Organisationen gegen den Verlag.
Der Verlag bedient sich des juristischen Tricks, seine Faksimiles auf dem Cover als „Wissenschaftlicher Quellentext“ zu deklarieren.
Aufgrund der Recherchen von STRG_F wurden 2020 erneute Ermittlungen durch das Landeskriminalamt Sachsen (LKA) angesetzt. Bis Dezember 2020 wurden über 46.000 Schriften mit volksverhetzenden Inhalten verbreitet und dabei mehr als 800.000 Euro umgesetzt. Am 17. Dezember 2020 folgte eine Durchsuchung mehrerer Objekte des Verlaginhabers, bei der die Polizei rund 80 Paletten mit mehr als 47.000 Druckerzeugnissen beschlagnahmte. Das LKA geht davon aus, dass man dabei einen „höheren sechsstelligen Betrag“ beschlagnahmt habe. Nach den Berichterstattungen des Norddeutschen Rundfunks (NDR) sind neben Adrian Preißinger auch mutmaßlich Enrico Böhm, Matthias B. sowie zwei weitere Personen für den Versand verantwortlich. In einer Reportage soll zu sehen sein, wie Enrico Böhm im Jahr 2019 Pakete für den Schelm verschickte. Adrian Preißinger soll laut NDR in einem Vorort von Moskau in Russland wohnen und gegen ihn liege ein Haftbefehl vor. Im Rahmen einer erneuten Berichterstattung vom Oktober 2022 zeigte STRG_F, dass Der Schelm zumindest Teile seines Sortiments weiterhin über Drittverlage versendet.

## Verurteilung wegen Bildung einer kriminellen Vereinigung
Zu einem späteren Zeitpunkt übernahm der Generalbundesanwalt beim Bundesgerichtshof (GBA) die Ermittlungen gegen den Schelm. Es bestehe der Verdacht der Bildung und Mitgliedschaft einer kriminellen Vereinigung. Diese soll seit 2018 bestehen. Am 1. Juni 2022 wurde daraufhin Matthias B. festgenommen und kam in Untersuchungshaft. Laut GBA kam ihm eine „herausgehobene Funktion“ in der Vereinigung zu. Unter anderem soll er die über das Internet eingegangenen Bestellungen bearbeitet und andere Gruppenmitglieder zum Versand der Bücher angewiesen haben. Am selben Tag wurden zudem Räumlichkeiten in Sachsen und Brandenburg durchsucht. Laut Pressemitteilung des GBA war der Zweck des Verlags, durch den Verkauf von Büchern eine „nationalsozialistische und antisemitische Ideologie“ zu verbreiten. Laut GBA steht der Vorwurf der Volksverhetzung im Raum. Am 3. Juni 2022 wurde ein weiterer Beschuldigter in diesem Verfahren in Untersuchungshaft genommen. Nach Recherchen des NDR wurden beide Haftbefehle außer Vollzug gesetzt und die Beschuldigten kamen damit vorerst wieder frei.
Am 3. Juli 2023 erhob der GBA Anklage vor dem Staatsschutzsenat des Oberlandesgerichts Dresden gegen Enrico Böhm, Matthias B. und Annemarie K. wegen des Verdachts der Gründung einer kriminelle Vereinigung im Zusammenhang mit Volksverhetzung. Am 29. April 2024 wurden alle Angeklagten vom Oberlandesgericht Dresden wegen Mitgliedschaft in einer kriminellen Vereinigung und Volksverhetzung verurteilt. Enrico Böhm wurde zu einer Haftstrafe von zwei Jahren und sechs Monaten verurteilt, Annemarie K. zu einer Bewährungsstrafe von einem Jahr und sechs Monaten und Matthias B. zu einer Bewährungsstrafe von einem Jahr und zehn Monaten. Matthias B. hatte vor Gericht umfangreich ausgesagt und befindet sich im Aussteiger-Programm Exit. Die Urteile sind noch nicht rechtskräftig. Verlagsgründer Adrian Preißinger stand nicht vor Gericht.

## Ermittlungen gegen Dritte
Im Rahmen des Vertriebs verfassungswidriger Schriften durch den Verlag wurde sowohl gegen Kunden, Werbetreibende als auch gegen Partner ermittelt. So zogen vom Zoll beschlagnahmte Waren des Verlags auch staatsanwaltliche Ermittlungen gegen den Kunden nach sich, wegen der Werbung für den Mein-Kampf-Nachdruck des Verlags wurde das Anwesen einer Buchhändlerin in Forchheim durchsucht und aufgrund der Unterstützung des Schelms im Versand wird gegen die Rechtsextremistin Margret Nickel ermittelt.

## Verlagsgründer Adrian Preißinger
Adrian Preißinger (geboren 1964 in Kronach) ist ein behördlich gesuchter deutscher Rechtsextremist. Er befindet sich auf der Flucht. 
Preißinger war in der NPD aktiv und betätigte sich als Produzent von Neonazi-Musik. Später war er hauptamtlich Beschäftigter beim NPD-Verlag Deutsche Stimme. Anfang der 90er Jahre war er Chefredakteur der Zeitschrift Nation. Am 19. Dezember 2002 verurteilte das Landgericht Dresden Preißinger wegen des Verbreitens von Propagandamitteln verfassungswidriger Organisationen, Volksverhetzung und anderer Taten zu drei Jahren Haft.
Preißinger setzte sich ins Ausland ab und wird in Russland vermutet. STRG_F veröffentlichte 2022 Hinweise, dass er sich im Großraum Moskau aufhalte. Er sei auch nach Festnahme und Durchsuchungen bei vier weiteren Beschuldigten in Deutschland 2022 nach wie vor der Kopf des Verlags.